# Philippe Buache
Pour les articles homonymes, voir Buache.

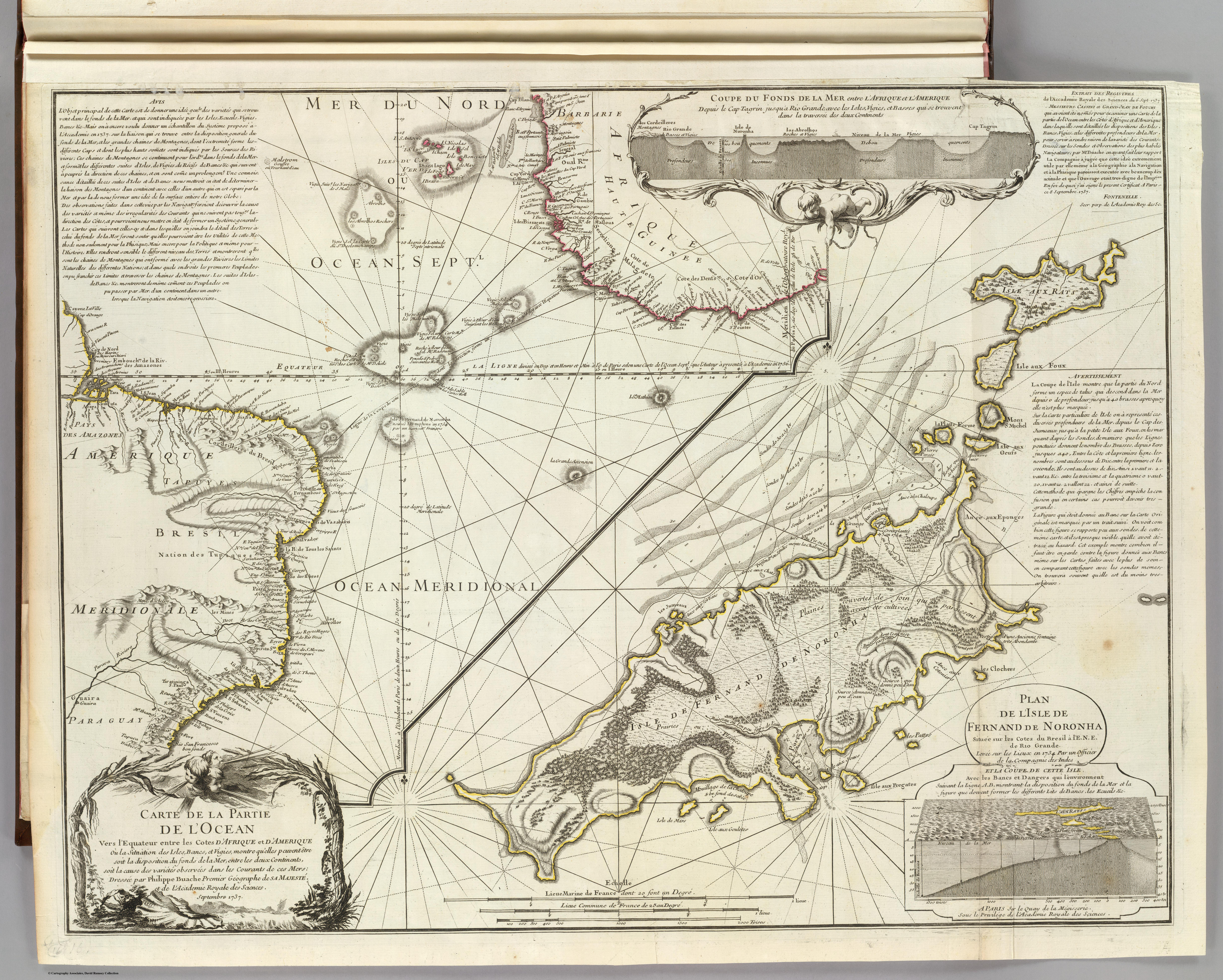
Philippe Buache, Carte d'une partie de l'Océan vers l'Équateur entre les costes d'Afrique et d'Amérique... Paris, 1737. Carte gravée sur cuivre (63,5 x 48.3 cm)

Philippe Buache de Verpont est un géographe français, membre de l'Académie royale des sciences, originaire de La Neuville-au-Pont, né à Paris le 7 février 1700 où son père Claude exerce le métier de serrurier, et mort dans la même ville le 24 janvier 1773 .

## Biographie
Excellent dessinateur, il est remarqué par l'ingénieur Robert Pitrou, futur constructeur du pont de Blois, qui lui enseigne les mathématiques et développe son goût pour les travaux graphiques.
Privé des enseignements de Pitrou, Philippe s'associe en 1716 à d'autres jeunes gens pour continuer ses études puis suit une formation d'architecte et remporte le prix de l'Académie royale d'architecture (ancêtre du prix de Rome) en 1721. Il ne séjourne qu'un an à l'Académie de France à Rome.
Il se forme par ailleurs grâce au géographe Guillaume Delisle. Le roi vient de créer à Paris le Dépôt des plans qu'il confie au chevalier de Luynes. Celui-ci a besoin d'un adjoint pour mettre en ordre les matériaux qu'il contenait, régler les contradictions dans les informations en évaluant le degré de confiance qu'on peut leur donner, et construire les cartes marines sur l'exactitude desquelles on peut compter. Guillaume Delisle lui présente Philippe Buache alors que ce dernier a à peine 21 ans. Philippe Buache reste attaché au Dépôt des cartes pendant 17 ans. Il établit plus de 1 500 cartes en s'aidant des conseils de Guillaume Delisle du vivant de celui-ci.
À la mort de Guillaume Delisle en 1726, son frère Joseph-Nicolas Delisle, qui lui a donné des leçons d'astronomie, veut attirer Philippe Buache en Russie. Pour cette négociation, il envoie une lettre au comte d'Ons-en-Bray qui fait part de cette lettre à l'Académie royale des sciences. Si cela augmente l'estime de l'Académie pour le cartographe, elle lui refuse cependant une place en son sein. Mais malgré sa faible pension de 800 livres, Philippe Buache refuse la proposition de s'installer en Russie. Il souhaite mettre de l'ordre dans l'importante collection de mémoires et de recherches que Guillaume Delisle a laissé à sa mort. Avec la veuve de Guillaume Delisle, il présente au roi plusieurs cartes manuscrites, dont une mappemonde marine, une carte de la Terre Sainte et publie des cartes que Guillaume Delisle n'a pas pu terminer, comme celle de l'Afrique française ou Sénégal, une carte de l'empire d'Assyrie jointe à un mémoire de Nicolas Fréret publié dans un recueil de l'Académie royale des inscriptions et belles-lettres.[réf. nécessaire]
Il est nommé en 1729 Premier géographe du Roi en remplacement de Giacomo Filippo Maraldi qui vient de mourir. Il est nommé adjoint géographe de l'Académie royale des sciences le 10 juin 1730, premier titulaire de cette place créée pour lui par le roi le 22 mai 1730[réf. nécessaire]. La veuve de Guillaume Delisle accepte de lui donner sa fille unique en mariage.[source insuffisante]
Il présente en 1730 à l'Académie une carte du golfe du Mexique et des Amériques en corrigeant plusieurs erreurs considérables.

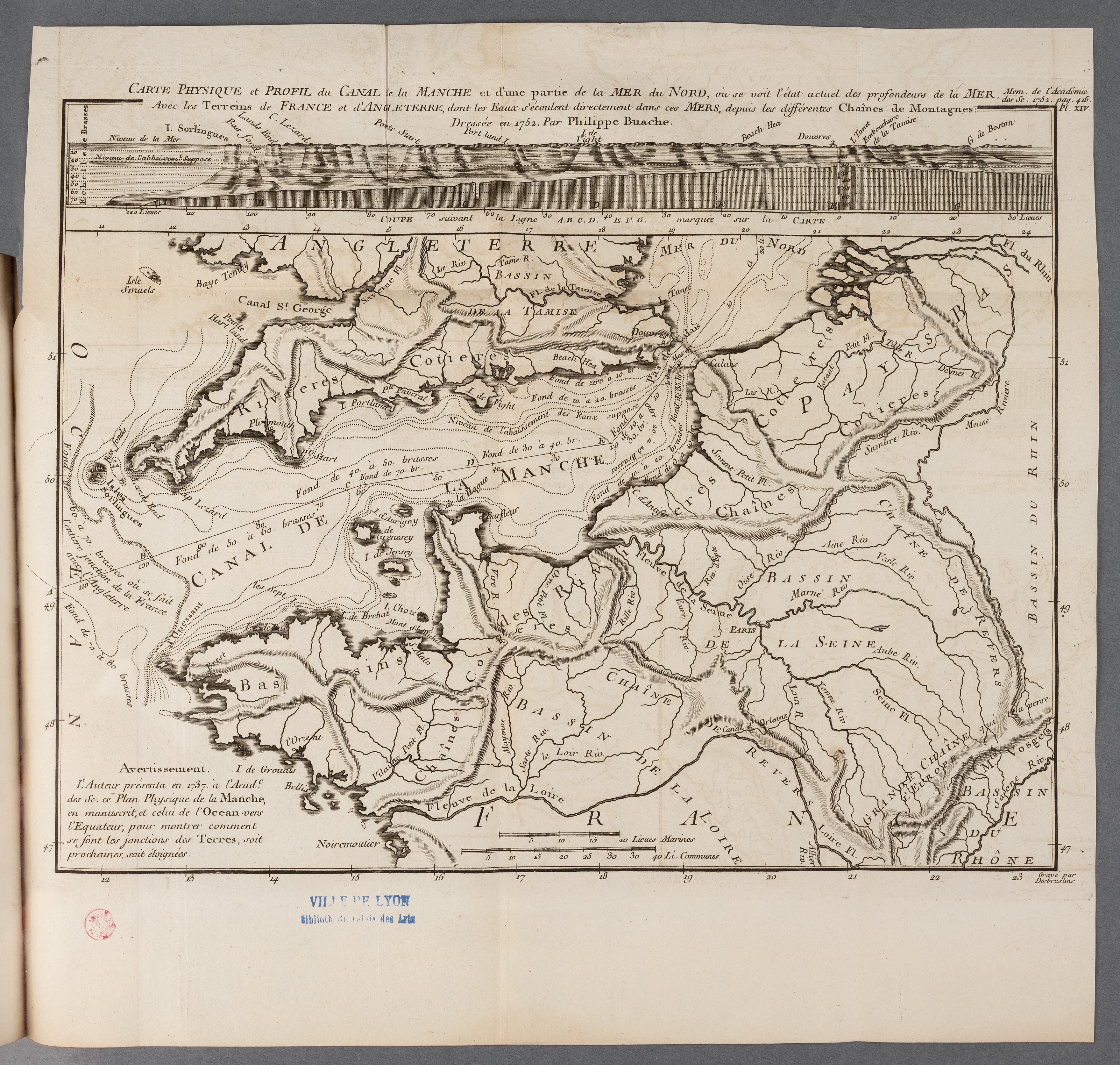
Philippe Buache Carte physique et profil du canal de la Manche et d'une partie de la mer du Nord dans les mémoires de l'Académie royale des sciences, 1752 augmenté en 1756.

Buache pressent que l'Angleterre n'a pas toujours été une île et que le pas de Calais a pu être un isthme. Il fait faire des relevés du fond de la Manche qui lui permettent de bâtir la première carte bathymétrique, Carte physique et profil du canal de la Manche et d'une partie de la mer du Nord où se voit l'état actuel des profondeurs de la Mer, présentée en manuscrit à l'Académie royale des sciences 1737 et publiée en 1751.
En 1739, il note la découverte du cap de la Circoncision faite par Jean-Baptiste Charles Bouvet de Lozier, sur l'île Bouvet qu'il ne peut pas atteindre à cause des blocs de glace flottants. Il en déduit que des terres importantes doivent exister dans le voisinage. Ces recherches d'une terre australe aboutissent à la découverte des îles Kerguelen en 1772. Il croit à l'existence d'un continent austral, opinion que les découvertes postérieures ont confirmée dans une certaine mesure.
En 1740 il publie une carte répertoriant les lieux où ont été observés les différences de longueur du pendule à secondes avec une table de l'augmentation de la pesanteur de l'Équateur vers les pôles d'après Newton, Bradley et Maupertuis.
L'inondation de Paris par la Sees. L'année suivante il fait deux plans hydrographiques de Paris avec une coupe du terrain entre l'Observatoire et la porte Saint-Martin. En implantant les puits avec leurs profondeurs, il montre qu'ils sont alimentés par une nappe phréatique qui descend des terres vers la Seine et que celle-ci doit refluer quand le niveau du fleuve augmente.

Planches de l'inondation de Paris en 1740 et de l'Exposé d'un Plan hydrographique de la ville de Paris
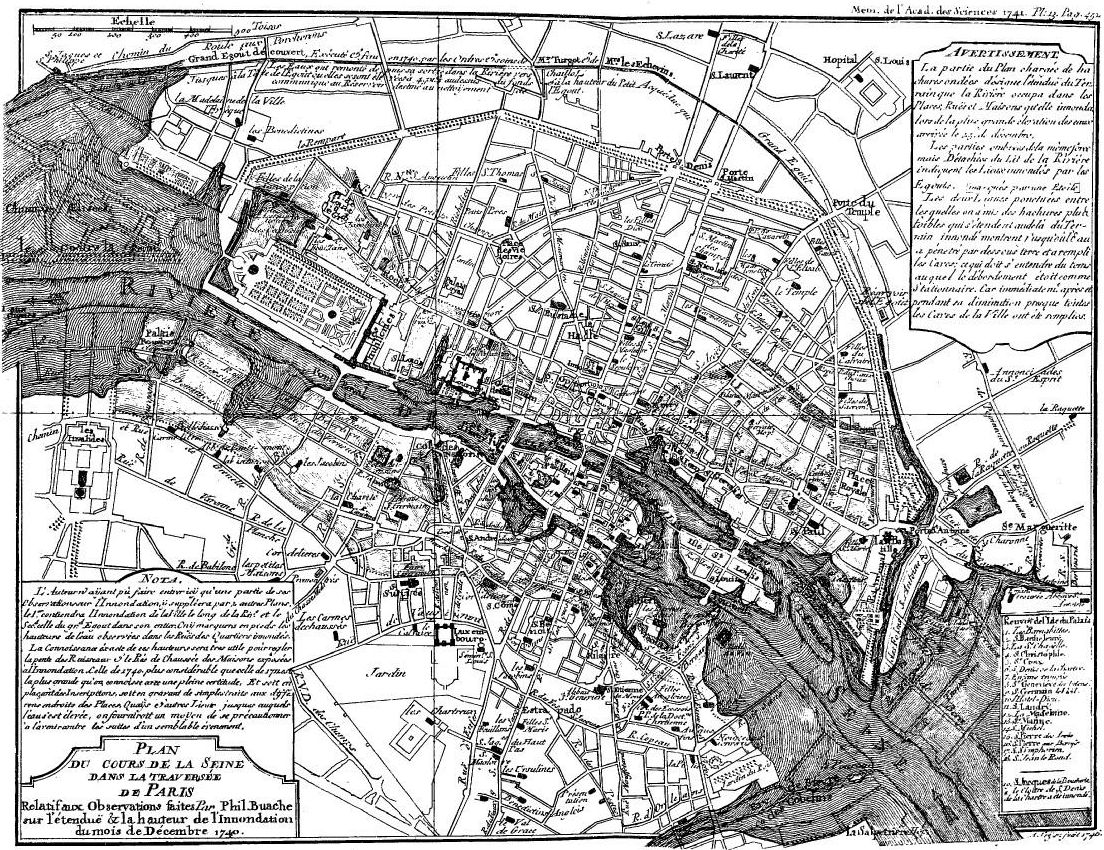
Plan du cours de la Seine dans la traversée de Paris… étendue & hauteur de l'innondation du mois de décembre 1740 (1741)
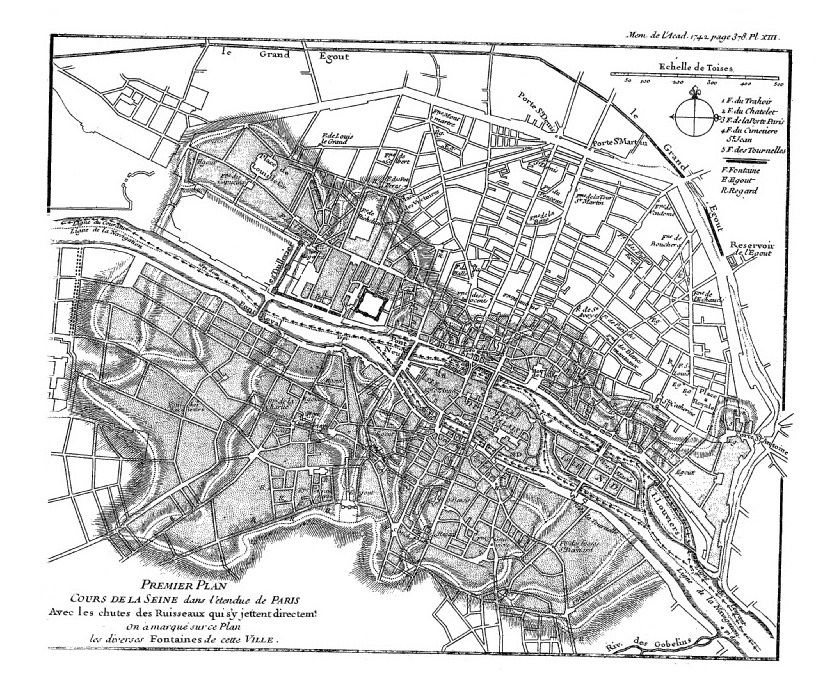
Premier plan : Cours de la Seine dans l'étendue de Paris avec les chutes des ruisseaux qui s'y jettent directement. On a marqué sur ce plan les diverses fontaines de cette ville (1742)
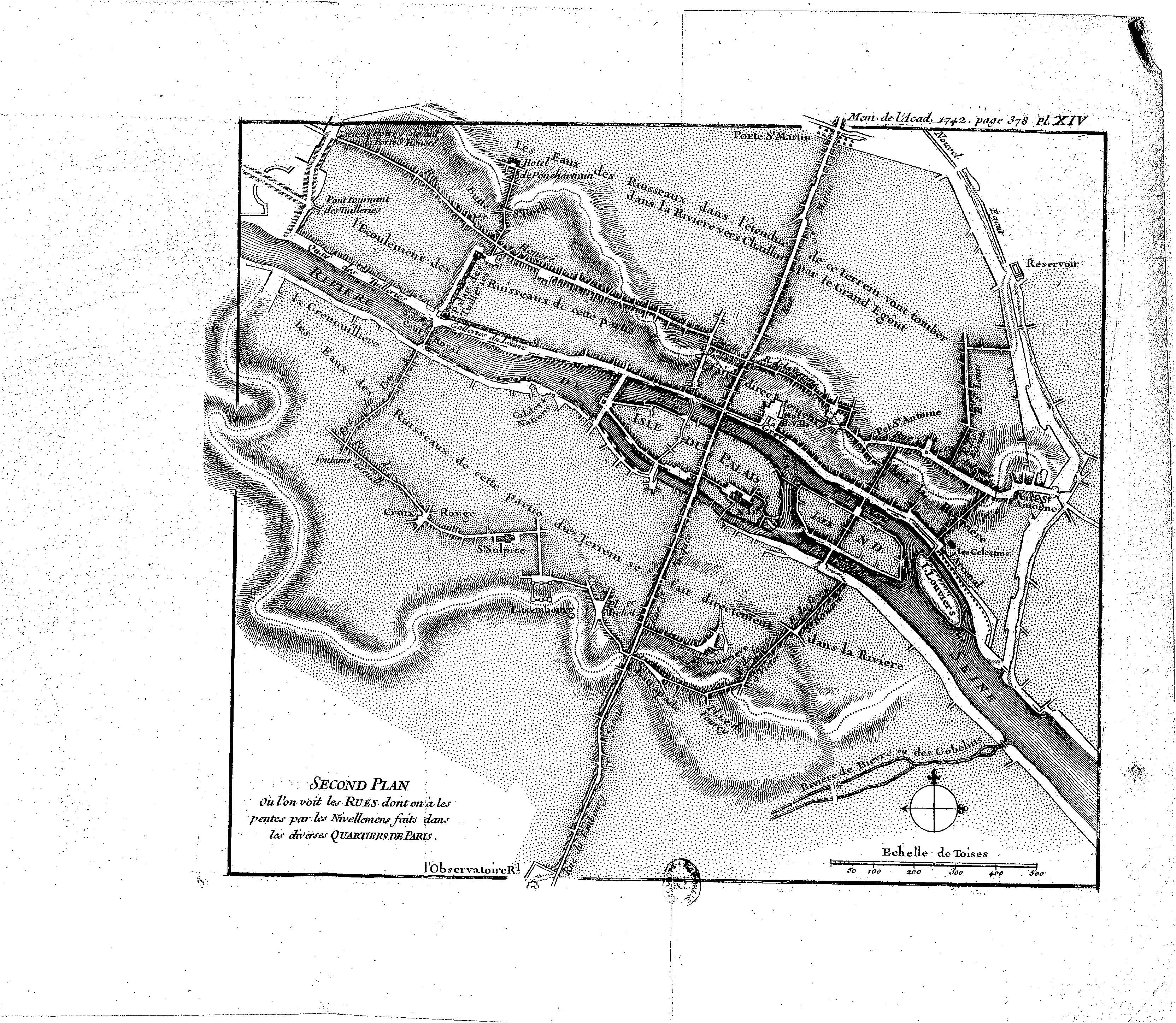
Second plan : où l'on voit les rues dont on a les pentes par les nivellemens faits dans les divers quartiers de la ville (1742)[7].
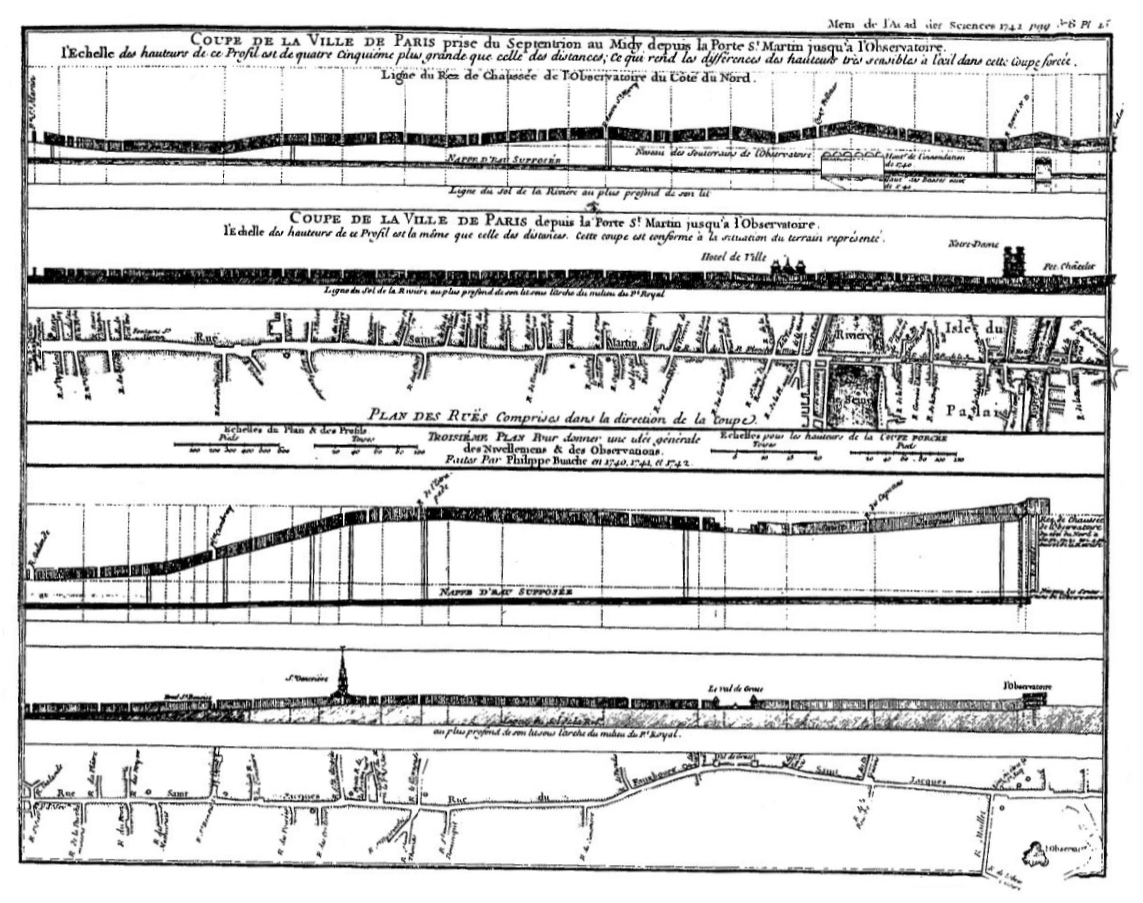
(3e planche) Coupe de la ville de Paris prise du Septentrion au Midy depuis la porte St Martin jusqu'à l'Observatoire[n 2] (1742)

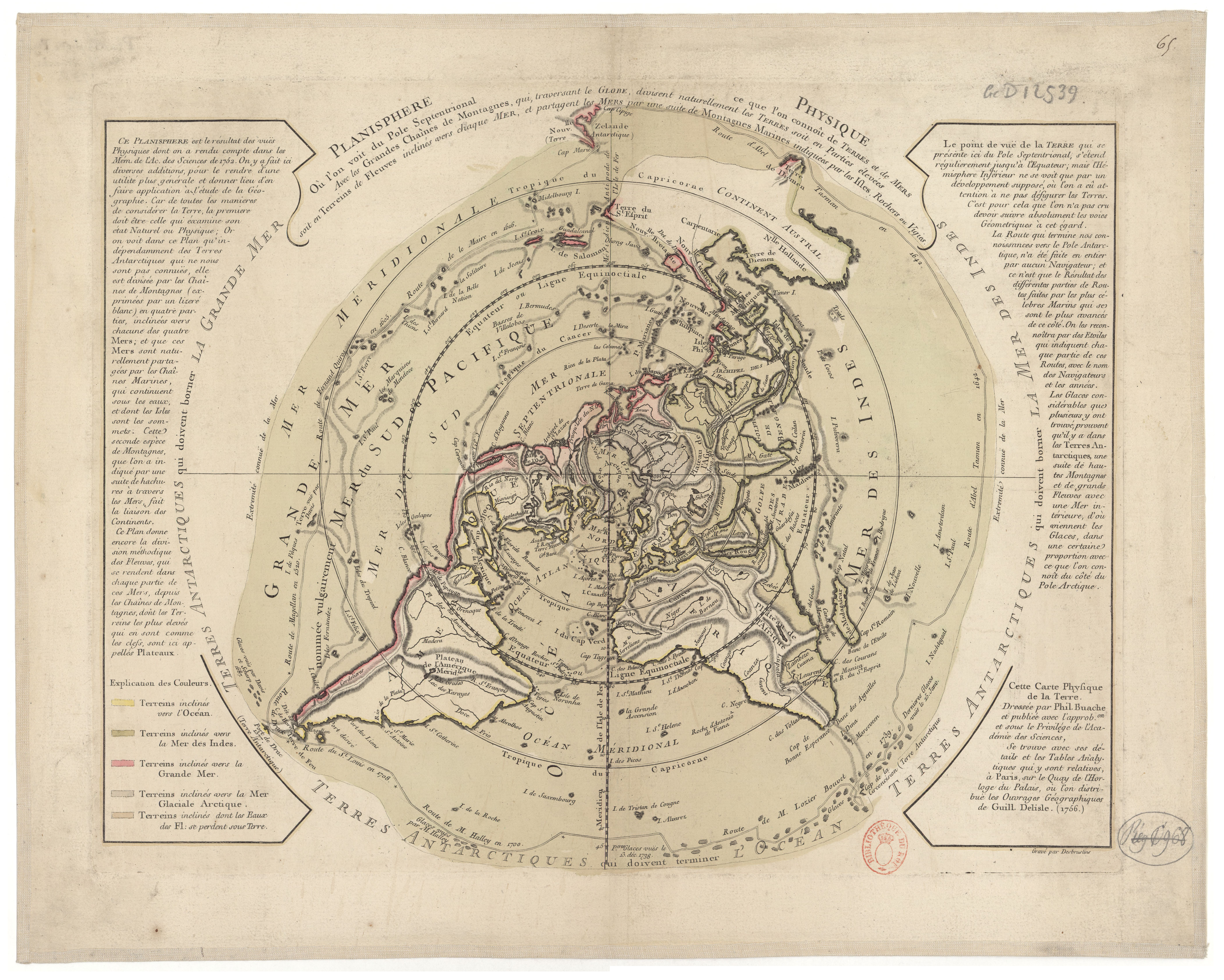
Planisphère physique présenté à l'Académie royale des sciences en 1752 et augmenté en 1756.

En 1745, il donne une esquisse d'un travail qu'il méditait sur la structure du globe terrestre et sur l'arrangement des montagnes. À ce travail est joint une carte de l'océan Atlantique entre l'Afrique et l'Amérique avec une coupe de l'océan et les profondeurs mesurées par les sondes des navigateurs. 

Il présente en 1752 un mémoire intitulé Essai de géographie physique sur l'espèce de charpente du globe terrestre avec des chaînes de montagnes qui traversent les mers comme les terres, et des considérations sur les différents bassins de la mer. Il établit la division du globe par bassins de rivières et de mers, subordonnés les uns aux autres. Ce mémoire est accueilli favorablement par l'Académie royale des sciences : « Cette façon de considérer notre globe, ouvre une nouvelle carrière à la géographie. Il est peut-être plus intéressant de connaître la direction de ces chaînes de montagne... que de reconnaître les anciennes bornes d'un pays ou d'un empire, qui n'existe plus »... « Ce système si conforme aux vues de la saine physique, est devenu en quelque sorte prophétique entre les mains de M. Buache ».
En 1751, il assiste avec Guettard aux expériences de Bertier à l'Oratoire sur l'attraction et la répulsion des corps les uns par les autres, sans être préalablement électrifiés ; et conseille à Bertier de présenter aux aiguilles de différentes matières suspendues sous cloches de verre, un rouleau de papier allumé. Aussitôt les aiguilles se tournent vers la flamme.
Il publie en 1754 un Atlas physique.
À la suite du séisme de 1755 à Lisbonne, il présente à l'Académie un mémoire sur les tremblements de terre et un planisphère (perdu) sur lequel il a porté 612 lieux affectés par des secousses telluriques. Il classe les séismes en trois catégories suivant leurs intensités et les met en rapport avec les côtes et les chaînes de montagnes.
Dans la continuation de Claude Perrault et d'Edme Mariotte, il montre ce que permet d'obtenir le mariage de la science théorique et des applications pratiques. L'Académie royale des sciences apprécie les cartes de 1767 dans ces termes : « On est trop heureux dans l'étude des sciences quand les réflexions qui semblent n'avoir que la curiosité pour objet, se trouvent susceptibles d'une utilité aussi grande et aussi prochaine que l'est celle du travail de M. Buache ». Philippe Buache a construit à partir des observations et d'hypothèses un système géographique cohérent. Une de ses idées est que les montagnes ne sont pas que des guides pour les eaux mais sont le squelette du globe terrestre. Cependant le systématisme de Buache l'a entraîné a des affirmations erronées, concernant le continent austral et la grande mer intérieure du Canada.[réf. nécessaire]
Géographe, il assiste aussi Choiseul, après la perte du Canada en 1763, pour établir les droits de la France sur la côte de la Guyane. La géographie se met alors au service de la diplomatie.[réf. nécessaire]
L'enseignement de la géographie auprès des dauphins avait été traité de manière subalterne pour les enfants de Louis XIV ; à partir de 1755, Philippe Buache met en place cet enseignement pour les futurs Louis XVI, Louis XVIII et Charles X.[réf. nécessaire]
Il est l'oncle de Jean-Nicolas Buache (1741-1825), également géographe du roi.

## Publications

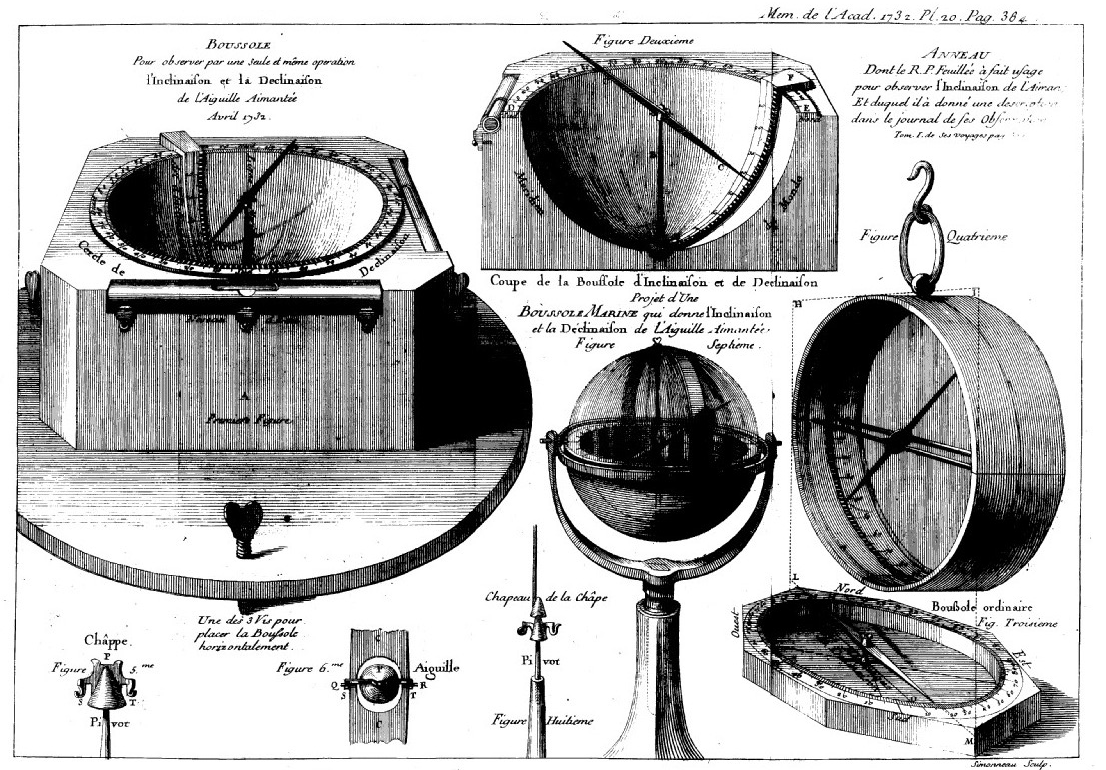
… construction d'une nouvelle boussole…

- [1730] « Présentation de la carte du Golphe du Mexique et des Îles de l'Amérique » (compte-rendu lu en 1730), Histoire de l'Académie royale des sciences,‎ 1734 (année 1730), p. 106 (lire en ligne [sur gallica]).
- [1731] « Recherches géographiques sur l'étendue de l'empire d'Alexandrie », Mémoires de l'Académie royale des sciences,‎ 1731, p. 110.
- [1732] « Mémoire contenant la construction d'une nouvelle boussole, dont l'aiguille donne par une seule et même opération, l'inclinaison & la déclinaison de l'aimant, avec plus de précision, & plus de facilité que ne font les instruments employés jusqu'à présent » (lu le 23 avril 1732), Mémoires de l'Académie royale des sciences,‎ 1732, p. 377-384 (lire en ligne [sur gallica]).
- [1741] « Cartes des costes méridionales de Terreneuve » (compte-rendu lu en 1741), Histoire de l'Académie royale des sciences,‎ 1744 (année 1741), p. 141-142 (lire en ligne [sur gallica]).
- [1741] « Observations sur l'étendue et la hauteur de l'Inondation du mois de Décembre 1740 », Mémoires de l'Académie royale des sciences,‎ 1741 / 1744, p. 335-337 (lire en ligne [sur gallica], consulté en mars 2022).
- [1742 / 1745] « Exposé d'un plan hydrographique de la ville de Paris » (lu le 26 mai 1742), Mémoires de l'Académie royale des sciences,‎ 1742 (volume publié en 1745), p. 371-389 (lire en ligne [sur gallica]).
- 1743 : Carte de l'archevêché & des Élections de Paris, avec un plan des environs, & un petit livre qui en contient tout le détail[15]
- 1745 : publication de la Carte de la partie de l'océan vers l'équateur, comprise entre les continens d'Afrique et d'Amérique (voir galerie ci-dessous)
- [1750] « Présentation de la Carte contenant les nouvelles découvertes faites par M. Delisle, au nord de la mer du Sud », Histoire de l'Académie royale des sciences,‎ 1750, p. 142 (lire en ligne [sur gallica], consulté en mars 2022).
- 1751 : Carte minéralogique sur la nature du terrein d'une partie de l'Orient et particulièrement de l'Égypte, de la Palestine et de la Syrie, illustrant le Mémoire sur les Granits de France, comparés à ceux d'Égypte par Guettard[16]
- [1752] « Essai de Géographie physique, où l'on propose des vues générales sur l'espèce de Charpente du Globe, composée des chaînes de montagnes qui traversent les mers comme les terres ; avec quelques considérations particulières sur les différens bassins de la mer, et sur sa configuration intérieure » (lu le 15 novembre 1752, avec cartes), Mémoires de l'Académie royale des sciences,‎ 1752, p. 399-416 (lire en ligne [sur gallica]).
- [1753] « Présentation des Considérations géographiques et physiques sur les nouvelles découvertes au Nord de la Grande Mer, appelée vulgairement la Mer du Sud », Histoire de l'Académie royale des sciences,‎ 1753, p. 259-271 (lire en ligne [sur gallica]).
- [1753] « Parallèle des fleuves des quatre parties du monde, pour servir à déterminer les hauteurs des montagnes du globe physique de la Terre, qui s'exécute en relief au dôme du Luxembourg », Mémoires de l'Académie royale des sciences,‎ 1753, p. 586-588 + 1 pl. (lire en ligne [sur gallica]).
- [1754] « Mémoire sur les différentes idées qu'on a eues de la traversée de la Mer Glaciale arctique, & sur les communications ou jonctions qu'on a supposées entre diverses rivières » (lu le 22 décembre 1753), Mémoires de l'Académie royale des sciences,‎ 1754, p. 1-18 (lire en ligne [sur gallica]).
- [1754 / 1755] « Considérations géographiques & physiques sur les terres australes & antarctiques » (mémoire lu le 30 juillet 1754), Mémoires de l'Académie royale des sciences,‎ 1754 / 1755, p. 17-20 (lire en ligne [sur gallica]).
- [1755] « Mémoire contenant les raisons d'une nouvelle disposition de mappemonde, pour étudier l'Histoire, surtout des premières peuplades, comme des anciens Voyages, jusqu'au temps des grandes navigations des Européens occidentaux » (pour l'usage du duc de Bourgogne Louis-Joseph de France (4 ans en 1755) ; mémoire lu le 6 septembre 1755), Mémoires de l'Académie royale des sciences,‎ 1755, p. 526-530 (lire en ligne [sur gallica]).
- [1756] « Planisphère physique où l'on voit du pôle septentrional ce que l'on connoit de terres et de mers, avec les frandes chaînes de montagnes  qui traversant le globe divisent naturellement les terres, soit en parties élevées, soit en terreins de fleuves inclinés vers chaque mer, et partagent les mers par une suite de montagnes marines indiquées par les isles, rochers ou vigies » (carte de 1752, augmentée), Mémoires de l'Académie royale des sciences,‎ 1756 (présentation en ligne, lire en ligne [sur gallica]). Original publié dans Buache 1752, Essai de géographie physique, p. 416 bis. Les deux cartes sont gravées par Desbruslins.
- [1757] « Observations géographiques et physiques où l'on donne une idée de l'existence des Terres antarctiques & de leur Mer glaciale intérieure ; avec quelques remarques sur un globe physique en relief, d'un pied de diamètre qui sert de modèle pour celui de neuf pieds » (lu le 12 novembre 1757), Mémoires de l'Académie royale des sciences,‎ 1757, p. 190-203 + 2 pl. (lire en ligne [sur gallica]).
- [1761] « Sur la construction de l'ancienne carte itinéraire connue sous le nom de Peutinger » (trame de l'article structurée par les remarques de Buache sur cette carte, plus exacte qu'il n'y paraît), Histoire de l'Académie royale des sciences,‎ 1761, p. 141-145 (lire en ligne [sur gallica]).
- [1761] « Recueil de cartes géographiques dressées sur un nouveau plan quant à la partie de l'Europe » (compte-rendu), Histoire de l'Académie royale des sciences,‎ 1761, p. 145 (présentation en ligne).
- [1764] « Observations géographiques sur les îles de France & de Bourbon, comparées l'une avec l'autre », Mémoires de l'Académie royale des sciences,‎ 1764, p. 150 (lire en ligne [sur gallica]).
- [1767] « Exposé de divers objets de géographie physique concernant les bassins terrestres des fleuves & rivières qui arrosent la France, dont on donne quelques détails, & en particulier celui de la Seine » (compte-rendu), Histoire de l'Académie royale des sciences,‎ 1767, p. 110 (lire en ligne [sur gallica]).

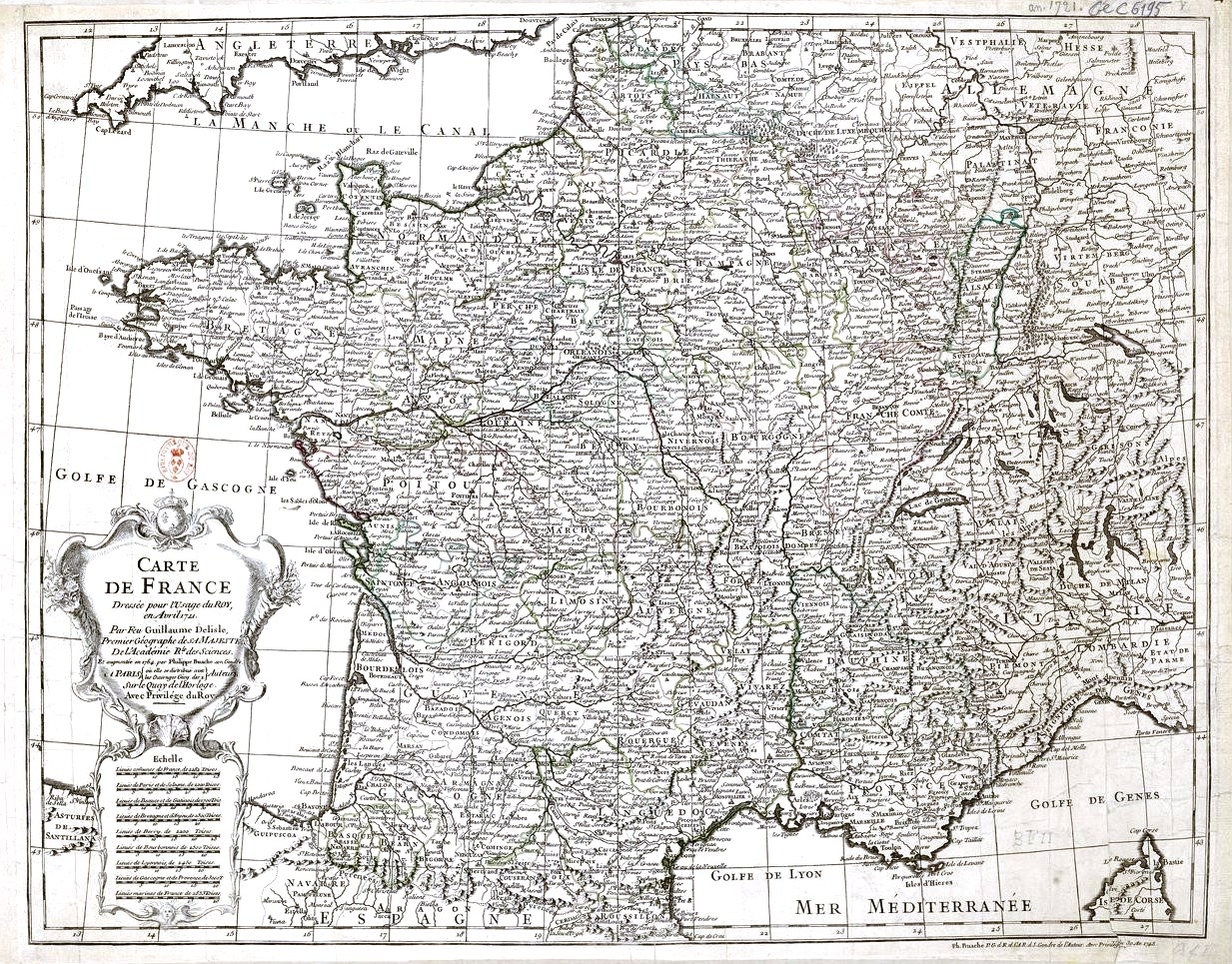
Carte de France dressée pour l'usage du Roy en 1721 par Guillaume Delisle et augmentée par Philippe Buache en 1764.
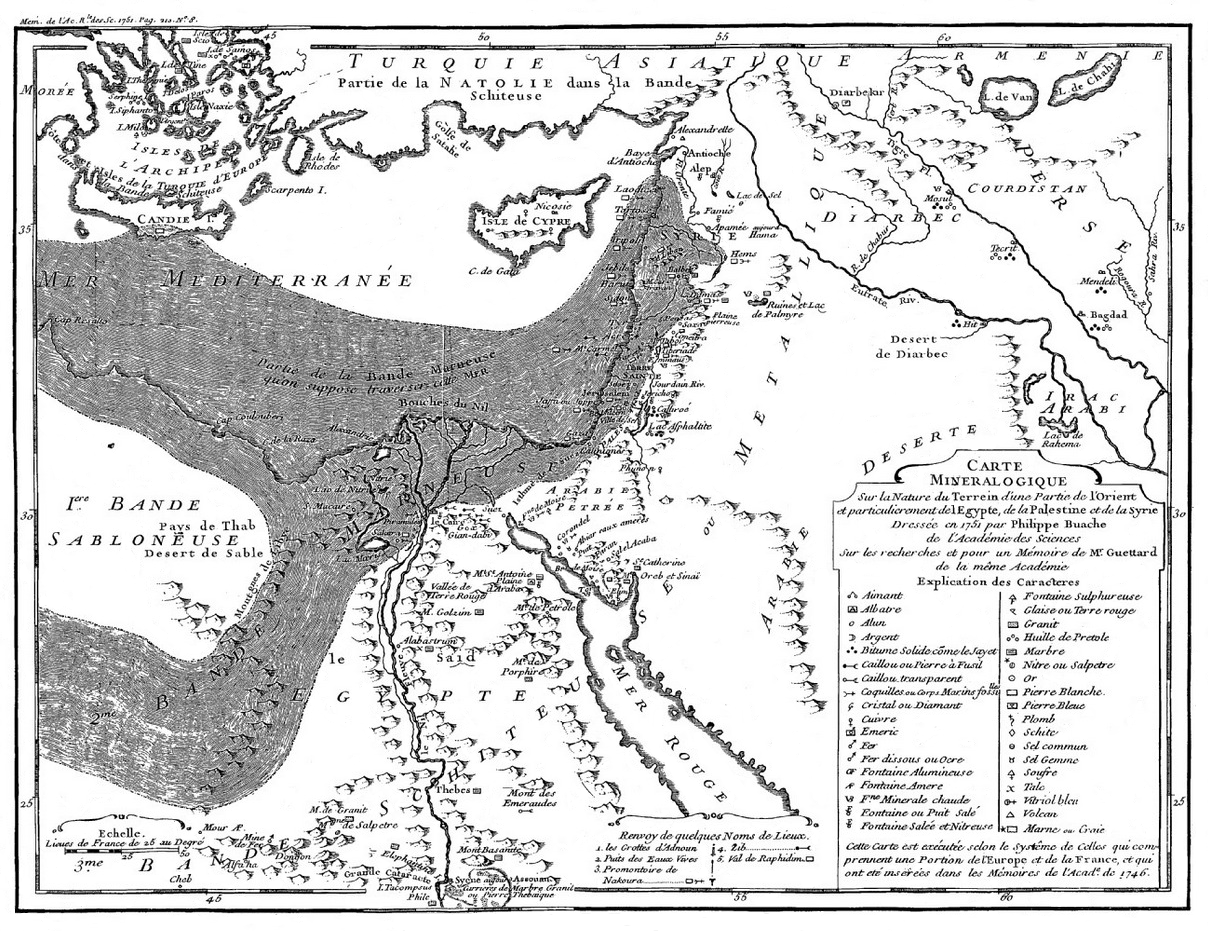
Carte minéralogique sur la nature du terrein d'une partie de l'Orient et particulièrement de l'Égypte, de la Palestine et de la Syrie, illustrant le Mémoire sur les Granits de France, comparés à ceux d'Égypte par Guettard[16].